# ステファン・ガーテンマン
ステファン・ガーテンマン（Stefan Gartenmann, 1997年2月2日 - ）は、デンマーク・シェラン地域ロスキレ出身のサッカー選手。ネムゼティ・バイノクシャーグI・フェレンツヴァーロシュTC所属。ポジションはDF。

## 来歴
FCロスキレのユースチームを経て、2013年7月にSCヘーレンフェーンと契約。2015年10月にトップチーム昇格が決まり、プロ契約を締結。しかしながら、トップチーム出場までには至らず。
2017年5月5日、母国リーグのスナユスケ・フッボルトがガーデンマンと契約したことを発表。8月7日のオーフスGF戦で、試合終了間際に起用され、晴れてプロデビュー。以降はチームの中心選手に成長。2019-20シーズンは国内カップ戦デンマーク・カップで優勝を経験した。
2022年6月28日、FCミッティランと2025年までの契約を締結。加入1年目の2022-23シーズンは26試合3ゴールを記録するなど、最終ラインに定着。
2023年9月1日、アバディーンFCへの1年間のローン移籍が発表された。
2024年8月15日、フェレンツヴァーロシュTCに移籍した。

## 代表歴
2012年から2019年にかけて、各ユース世代のデンマーク代表でプレーした。
祖父がスイス系であるため、2025年3月にスイス国籍を取得した。